# Giải quyết tranh chấp nhà đầu tư-nhà nước
Giải quyết tranh chấp đầu tư nhà nước (ISDS) là một điều khoản trong hiệp ước thương mại quốc tế và các hiệp định đầu tư quốc tế trao cho nhà đầu tư có quyền khởi kiện giải quyết tranh chấp đối với một chính phủ nước ngoài trong quyền của họ theo luật quốc tế. Ví dụ, nếu một nhà đầu tư đầu tư trong nước "A", mà là một thành viên của một hiệp định thương mại, nhưng sau đó đất nước A vi phạm hiệp ước, sau đó nhà đầu tư có thể kiện quốc gia A của chính phủ đối với các vi phạm.

## Trọng tài
Các tranh chấp đầu tư có thể được khởi xướng bởi các tập đoàn và những thể nhân và trong hầu hết các trường hợp, trọng tài đầu tư gồm ba trọng tài viên. Một được bổ nhiệm của chủ đầu tư, một bởi nhà nước và thứ ba là thường được chọn theo thỏa thuận giữa các bên hoặc trọng tài viên được chỉ định hoặc lựa chọn của cơ quan thẩm quyền, tùy thuộc vào quy định thủ tục áp dụng đối với các tranh chấp.